# Julian Barbour
Julian B. Barbour, angleški fizik in astrofizik, * 1937, South Newington, North Oxfordshire, Anglija.

## Življenje in delo
Že v zgodnji mladosti ga je zelo zanimala astronomija. Zato se je odločil, da bo študiral matematiko na Univerzi v Cambridgeu. Doktorski študij je nadaljeval na področju astrofizike na Univerzi v Münchnu, vendar znanstvene kariere ni nadaljeval na običajen način, in je večino časa raziskoval sam v odročnem kraju. Nanj je zelo vplival Dirac, ki se je spraševal ali je pravilno, če se združi pojma prostora in časa s prostoron-časom. Barbour se je odločil, da bo opustil nadaljnji študij astronomije in astrofizike.
Tako je leta 1968 doktoriral iz osnov splošne teorije relativnosti (STR) na Univerzi v Kölnu. Takrat se je tudi odločil, da bo neodvisni raziskovalec, ker je menil, da bi ga lahko varno akademsko okolje in kariera na nek način pokopala. Tako se je 28 let preživljal s prevajanjem ruskih strokovnih revij v angleščino. Kratek čas je sodeloval z Wheelerjem. Pirani, fizik na Kraljevem kolidžu v Londonu mu je pokazal kaj mora storiti, da bi lahko mirno nadaljeval svojo znanstveno pot, vendar je Barbour menil, da tega ne bo sposoben.
Vrnil se je v Anglijo in v odročnem kraju z očetovim denarjem kupil majhno posestvo. V tem času je skupaj s Pertottijem z Univerze v Pavii razvijal posebno teorijo o kozmološkem času kot o krajevnem pojavu. Ukvarjal se je tudi z uporabo te teorije v kvantni kozmologiji. Napisal je knjigo o razvoju dinamike Absolutno ali relativno gibanje? (Absolute or relative Motion?). Čas je, po njemu, »samo« mera za spremembo. Če se nič ne bi spreminjalo, se tudi časa ne bi zaznavalo. Tudi v sami globoki zgradbi Einsteinove STR je uvidel to dejstvo. Čas ne obstaja neodvisno. Prvotna in osnovna je sama sprememba. Tako pojasnjuje tudi klasična fizika. Če pa se poskuša to zvezati na najpreprostejši način s kvantno mehaniko, se pride do vznemirljivih zaključkov. Kvantni svet je statičen. Obstaja samo brezčasna sedanjost. Zazna se samo najbolj verjetno sedanjost kot samostojni časovni dogodek. Podobno zamisel, vendar na drugačni osnovi, izhajajoč iz Schrödingerjeve valovne enačbe, sta raziskovala tudi Wheeler in DeWitt. 
Že po naravi provokativen kozmolog Smolin je o Barbourju dejal: »da je predstavil najbolj zanimive in izzivalne zamisli o času. Če so njegove zamisli pravilne, bodo spremenile naš pogled na stvarnost. Barbour je med redkimi, ki so v resnici znanstveniki in hkrati filozofi«.
V svoji najnovejši knjigi iz 1999, ki jo sicer še vedno urejuje, Konec časa, Naslednja revolucija v našem razumevanju Vesolja (The End of Time, The next revolution in Our Understanding of the Universe) je razvil svoje zamisli še naprej. Knjigo imajo za najbolj paradoksalno od vseh knjig, napisanih o paradoksih v povezavi s časom. Knjiga je namenjena tako nepoznavalcem kot tudi strokovnjakom, kot sta Penrose in Dawkins. Predložil je tudi nekaj smernic, da bi lahko njegove zamisli preskusili, če je to, seveda sploh mogoče, saj si želi ostati v mejah fizike. »Celotno Vesolje ... je že samo po sebi najbližje pojmovanju boga«. Barbour je tudi prepričan, da bodo samo najbolj radikalni pristopi v fiziki omogočili povezavo STR in kvantne mehanike.